# 織部灯籠

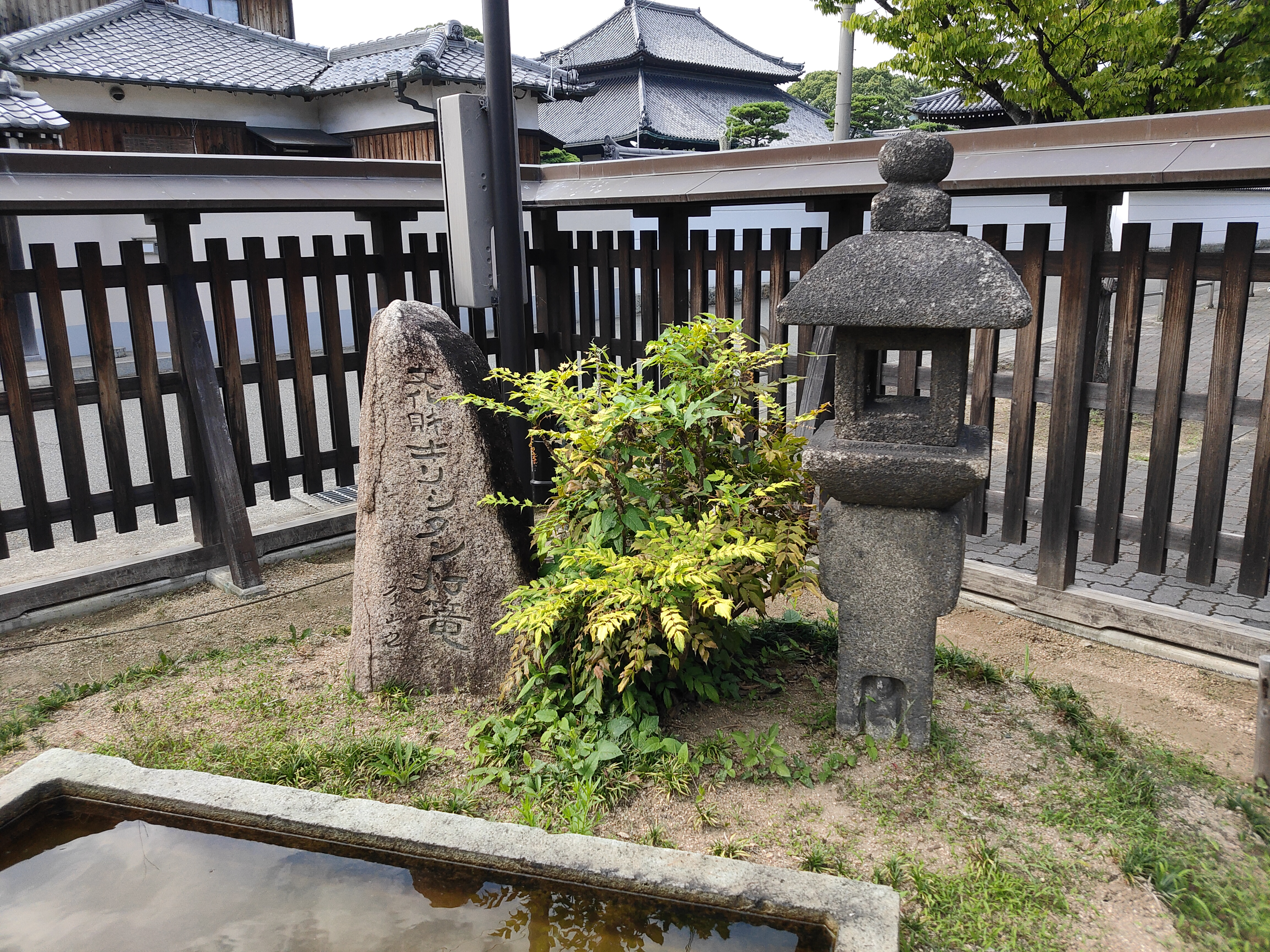
旧岸本家織部灯籠

織部灯籠（おりべどうろう）は、江戸時代以降にあらわれた石灯籠の一様式である。俗にキリシタン灯籠（キリシタンどうろう）ともいう。

## 造形
織部灯籠は竿を地面に埋め込んだ「生込み型」あるいは「堀立て式」「埋込灯籠」とよばれる庭灯籠の一種である。この形式の灯籠は高さを景にあわせて比較的自由に調節できることから、茶庭に広く用いられる。織部灯籠については、辻灯籠・石地蔵・庚申塔・馬頭観音・道標といった、信仰・公共の目的を有するさまざまな利用もある。
空輪・笠・火袋・受台・竿の5部分からなり、灯頭および灯身の各部分は主として四角形から構成される。平山勝蔵によれば、織部灯籠様の灯籠のなかでも、各部分が円形のものについては「有明灯籠」として区別される。
空輪はおおむね宝珠・露盤の2部分からなるが、宝珠だけであることもある。宝珠の多くは擬宝珠形、一部丸玉形・饅頭形であることもある。また、露盤はおおむね薄い四角柱形である。笠はおおむね棟・屋中・軒の3部分からなり、棟は多くの場合四方寄棟、まれに八方寄棟である。また、まれに四角柱形の大棟を有する。屋中は四角錐形、笠は扁平であることが多い。火袋は欄間・火口・腰からなる。四角柱形であり、少なからず面取りをしている。各部材はおおむね直面的であり、火口は前と後につくり、窓の形は日形窓ないし月形窓が多い。受台は受鉢・受座からなるが、まれに段をふくめた3部分からなるものもある。多く竿の上部が張り出している。また、竿の前面上部に文字を、下部に仏、また偈頒を彫り込んでいることも多い。なお、松本真は下部の人物像について仏像ではなく僧形茶人の像であると論じている。

## 歴史

### 発祥と展開
福地謙四郎は愛知県名古屋市の笠覆寺に、織部灯籠の祖型といえるような造形をした墓碑があることを紹介している。福地および松田毅一によれば、たしかな銘があるもののうち最古の織部灯籠は東京都中央区・八千代証券ビルにあった茶室である涼庵に据えられていたものであり、慶長10年（1605年）2月の製作である。
織部灯籠は、武将・茶人である古田織部（1615年・慶長20年没）の発案であると伝えられている。小堀宗慶の論じるところによれば、織部以前の時代において、茶庭の作庭においては寺社の灯籠を見立てによって据えていたが、織部は高さを調節しやすいよう台石を取り除き、竿を地中に埋める手法を発案したという。とはいえ、これは曖昧である。松本真は茶庭の発達にともない中世末から近世にかけては庭園専用の新しいデザインの灯籠が多く現れたと論じ、こうした灯籠は「利休好み」「石州好み」など、有名な茶人の名前を冠した。
澤田天瑞が久保長闇堂の『長闇堂記』を引いて論ずるところによれば、織部灯籠において仏像を彫り込む形式は必ずしも多くなかったが、長闇堂が「京はて町天神の車よけ」となっていた灯籠を譲り受け、これを小堀遠州が自家の手水鉢に転用したのち、後台徳院秀忠に献上したことを契機として竿石に仏像を彫る事が流行しはじめたという。一方、松田毅一は同書の巻末に「寛永十七年辰の秋」とあり、1640年（寛永17年）6月に死去した長闇堂の手によるものとは考えがたいと論じ、石灯籠の専門家である京田良志の弁として「これは、竿に仏のある石灯が既成のものとなって流行している時期に降って創作された縁起であろう」との説を紹介している。また、千宗旦の死後（1658年・万治元年没）弟子によりまとめられた「茶譜」には「古田織部流石灯籠図前石」として絵図が掲載されている。これが「織部灯籠」の名前の初出であり、織部焼の登場とおおむね時期を同じくする。

### キリシタン灯籠説
織部灯籠はキリシタン灯籠とも俗称される。これは竿が十字にもみえること、また刻まれる文字がローマ字にもみえることから隠れキリシタンの遺物であるとの説があらわれたことに起因するが、一般にこの説は否定されている。キリシタン灯籠は「虚構系資料」、すなわち十分な根拠なしにキリシタンと結びつけられた資料の代表例のひとつである。
松田毅一によればキリシタン灯籠説の発端は静岡県の郷土史研究者であった法月俊郎であり、1922年（大正11年）に宝台院茶室裏にある灯籠を調査したことがはじまりである。彼はこの灯籠について「織部型である」「竿の前面、舟後光型の中に異形の人物が浮彫になっていた」と論じ、当時静岡にいたカトリックの神父（松田はパリ外国宣教会のドラエ師に比定している）に確認を取りながら、これがキリシタン遺物と認められるとの見解を示した。大正期の日本においては大阪の千提寺・下音羽地区のキリシタン遺物発見を契機としてキリシタンブームが起こっており、それにともなうキリシタン研究の活発化には「郷土史家を刺激すること唯ならぬものがあった」。キリシタン灯籠を巡っては『史迹と美術』誌上にて賛否両論の議論がおこった。1930年（昭和5年）には西村貞が『週刊朝日』に同説を支持する論考である「キリシタン灯籠」を発表したが、坂重吉は1938年（昭和13年）の「所謂切支丹潜伏墓標及び切支丹燈籠に就いて｣にて同説を明確に否定した。
西村は1948 年（昭和23年）にもふたたび「切支丹灯籠について ― 別名『耶蘇灯籠』の研究」を発表し、その後竹村覚、松田重雄などがキリシタン灯籠説を肯定する著作を発表した。これに対して松田毅一は織部灯籠自体の意匠を再度検討し、キリシタン灯籠説を改めて否定した。しかし、昭和時代中頃より全国各地で「キリシタン灯籠」が市町村の文化財に指定され、新しい例では2009年（平成21年）にも「秋月のキリシタン灯籠」が福岡県朝倉市指定文化財となっている。